# Bodó Béla (író)
Bodó Béla, 1947-ig Blum (Budapest, Józsefváros, 1903. július 15. – Budapest, 1970. október 12.) újságíró, író.

## Élete
Blum Arnold (1865–1940) pálinkamérő és Mittelmann Magdolna (1881–1964) fia. 1921-ben Budapesten érettségizett. Pályáját 1926-ban a Pesti Naplónál kezdte. Színes, mozgalmas riportjai és tárcái 1939-ig jelentek meg a lapban.
A zsidótörvények következtében elbocsátották a laptól, ezért könyvkereskedésekben eladóként dolgozott. A második világháború alatt munkaszolgálatos volt.
1945–48-ban a Szabad Népnél és a Népbírósági Közlönynél (1946-tól Ítélet) dolgozott, és heti rendszerességgel írt tárcáiban védelmébe vette a népbíróságok kíméletlen gyakorlatát. Később a Dolgozók Világlapja, majd a Magyar Nap szerkesztője.
1950–53-ban a Népszava nyomdai szerkesztője volt. 1953-ban több hónapra bebörtönözték, amiért a Sztálin súlyos betegségéről szóló cikk szövegében a „mélységes megrendülést”-t véletlenül „mélységes megrendelés”-nek szedte. 1953-tól a Nők Lapjánál dolgozott, 1957-től 1963-ig, nyugdíjazásáig az Esti Hírlap szerkesztője volt, ahol Lapzárta után címmel volt rovata.

## Magánélete
Házastársa Pfeifer Manó és Sachs Róza lánya, Laura volt, akit 1936. november 23-án Budapesten, a Ferencvárosban vett nőül.

## Fő művei
- Írók a viharban (Budapest, 1940)
- Büszke csillagok (regény, Budapest, 1951)
- Vaku Imre útja (regény, Budapest, 1952)
- Brumi-könyvek (meseregények, 1956-tól)[8]
  - Brumi Mackóvárosban. Meseregény. Ill. Szávay Edit. (Budapest, 1956; 2. kiad. 1957; 3. kiad. 1964; 4. kiad. 1979; Új kiad. 1989, 2002)
  - Brumi újabb kalandjai. Meseregény. Ill. Szávay Edit. (Budapest, 1959; 2. kiad. 1963; 3. kiad. 1967; 4. kiad. 1974; Új kiad. 1989, 2002 és 2006)
  - Brumi az iskolában. Meseregény. Ill. Szávay Edit. (Budapest, 1961; 2. kiad. 1962; 3. kiad. 1965; 4. kiad. 1974; Új kiad. 1991, 2001 és 2006)
  - Brumi a Balatonon. Meseregény. Ill. Szávay Edit. (Budapest, 1967; új kiad. 1990 és 2002)
  - Brumi mint detektív. Meseregény. Ill. Szávay Edit. (Budapest, 1970; 2. kiad. 1978; Új kiad. 1991, 2002 és 2006)
- Káin visszatért (elb., Budapest, 1959)
- Lapzárta után. Egy szerkesztőség regénye. (Budapest, 1963)
- Ádámok és Évák (novellák, Budapest, 1964)
- Ha mennél hideg szélben (novellák, Budapest, 1967)[9]

## Díjai, elismerései
- Munka Érdemrend (1963)[10]